# Panificio di N. Popidio Prisco

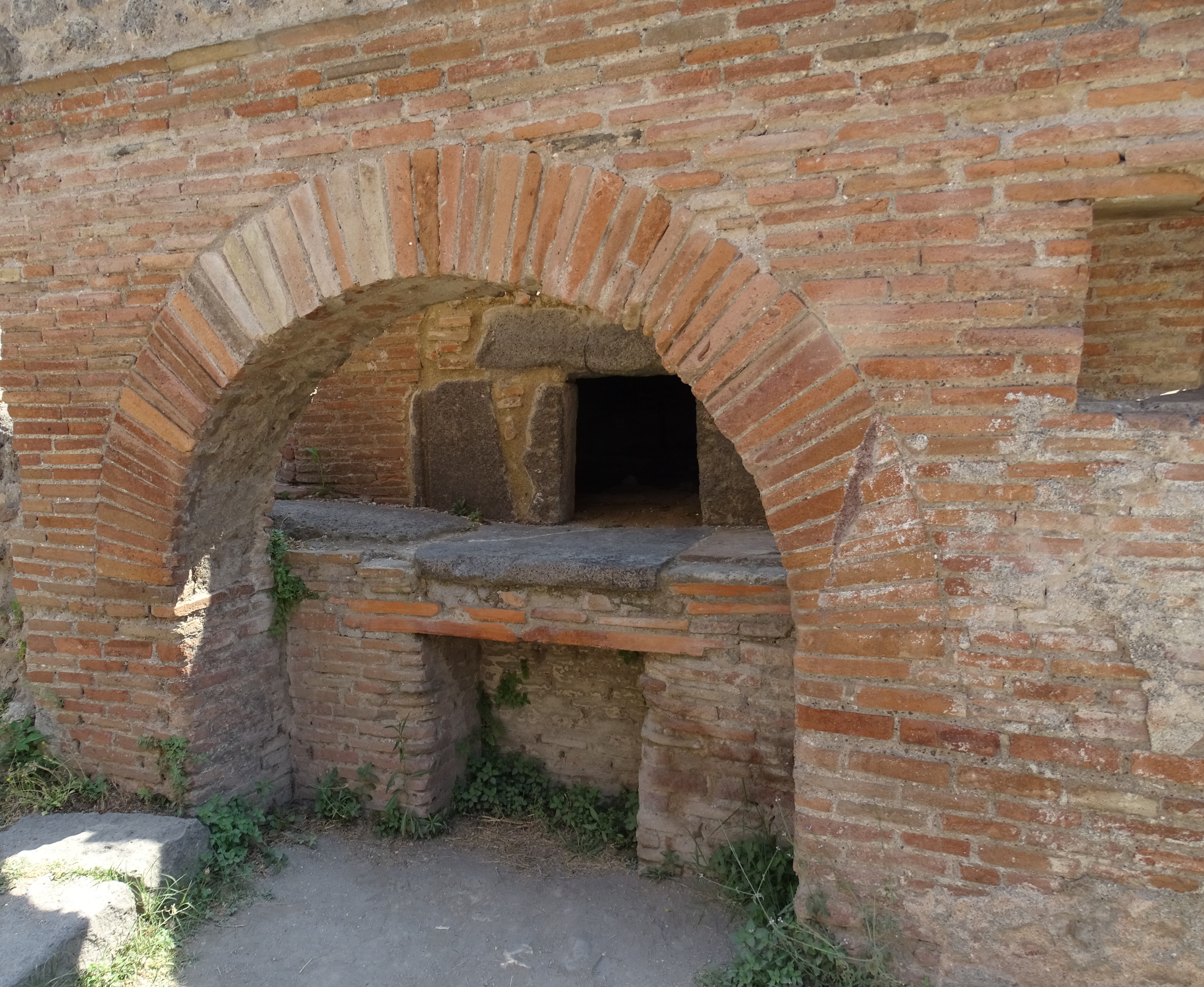
Ofen

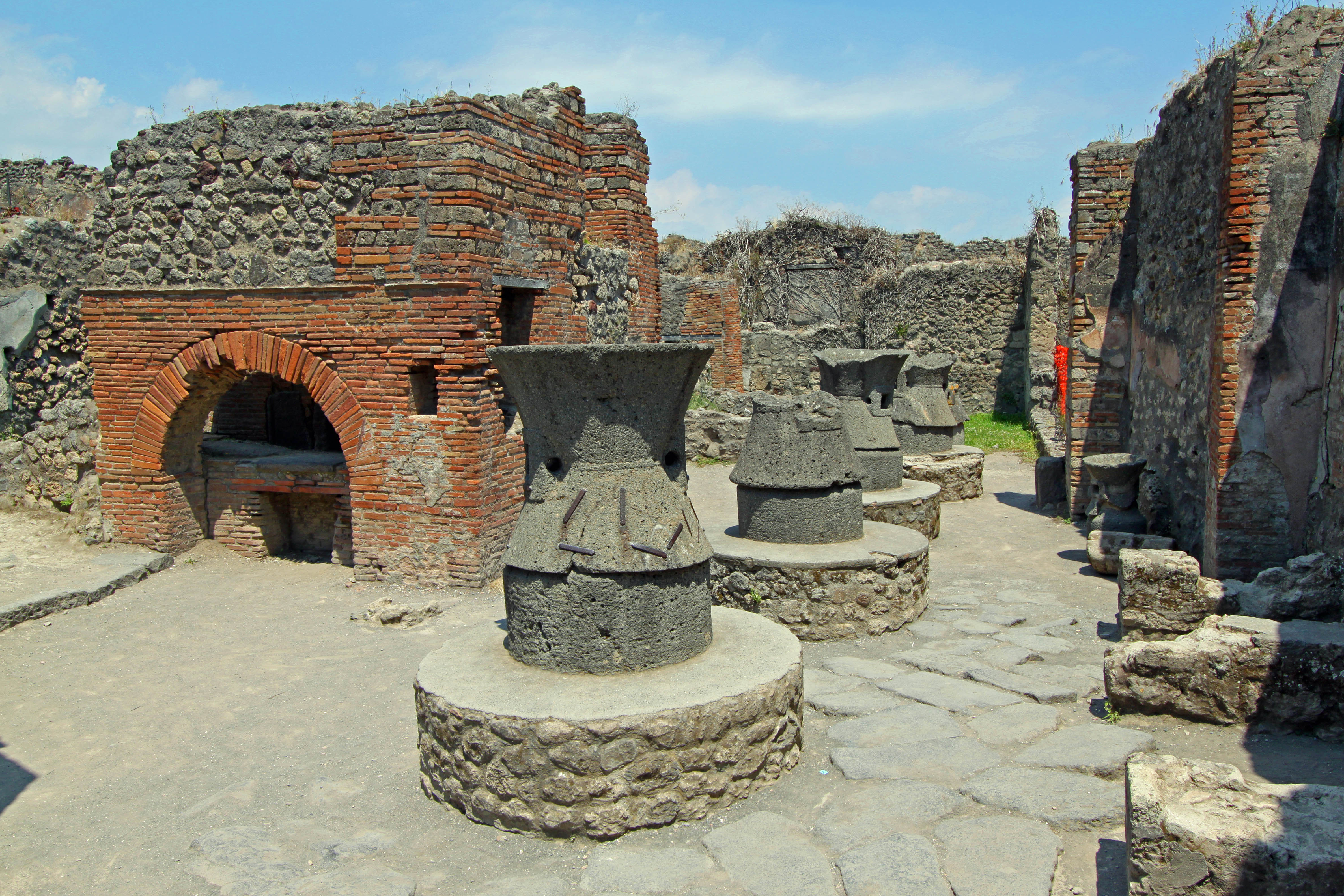
Mühlen

Die Panificio di N. Popidio Prisco (Bäckerei des N. Popidius Priscus) befindet sich in Pompeji (VII.2.22) und wurde 1834, 1844 sowie 1865 ausgegraben. Es handelt sich um eine von über 70 Bäckereien der antiken Stadt. Sie ist mit der benachbarten Casa di N. Popidius Priscus durch eine Tür verbunden und wurde vielleicht von Popidius Priscus oder einem seiner Freigelassenen betrieben.
Die Bäckerei hat keinen Laden. Vielleicht wurde das Brot durch Hausierer oder en gros verkauft. Die eigentliche Bäckerei besteht aus einem großen Raum mit vier Mühlen, die aus Lavastein bestehen. Diese wurden einst wahrscheinlich durch Esel betrieben. Auf der linken Seite steht ein großer Ofen mit Kuppelhaube. Er steht in einer quadratischen Räucherkammer, die oben einen Rauchabzug besitzt. An der Vorderseite befindet sich die Öffnung zum Backen der Brote. Neben dem Ofen befindet sich ein Sockel, auf dem einst ein Wassergefäß stand. Mit dem Wasser wurden eventuell die Brote befeuchtet, damit sie eine helle Kruste bekommen (Schwadengabe), eventuell sollte aber einfach nur damit die Brotschaufel abgekühlt werden. Auf der rechten Seite befinden sich Stützen für Tische und eine kleine Mühle. Der Raum auf der linken Seite diente als Lager für die fertigen Brote.